# Wójcik (nazwisko)
Wójcik (forma żeńska: Wójcik, Wójcikowa, Wójcikówna; liczba mnoga: Wójcikowie) – jedno z najstarszych nazwisk polskich. Notowane od początku XIII wieku. Obecnie jest to czwarte pod względem popularności nazwisko w Polsce. Według bazy PESEL 22 stycznia 2025 roku nazwisko to nosiło 48 830 Polek i 47 981 Polaków. Łącznie nazwisko to nosiło 96 811 obywateli Polski.

## Geneza
Na przestrzeni wieków nazwisko Wójcik podlegało pewnym zmianom. W zależności od regionu i dialektu, mogło przyjmować różne inne formy, takie jak: Wojcik, Wujcik, Wójciak, Wójcicki, Wójcikiewicz, Wójcikowski.
Większość rodzin (ponad 90%) pochodzi ze stanu mieszczańskiego lub włościańskiego przyjmując nazwisko od słowa wójt lub ptaka wójcik między wiekami XVII a XIX. Istnieją także nieliczne rodziny pochodzenia szlacheckiego noszące to nazwisko, pieczętujące się między innymi herbami: Białynia, Łodzia (Wojszyk), Ogończyk (Wojszyk), a także Pobóg.
Nazwisko Wójcik ma kilka różnych podstaw etymologicznych:
- najstarsza tzw. patronimiczna – od zdrobnienia imienia Wojciech – rodziny pochodzenia szlacheckiego, a także liczne rodziny pochodzenia mieszczańskiego i chłopskiego
- od słowa wójt – definiowanego wielorako: 1. urzędnik gminy, wsi lub miasta w średniowieczu z nadania królewskiego, lub z prawa niemieckiego, (rodziny pochodzenia szlacheckiego i chłopskiego); 2. prezes rady miejskiej, najwyższy z urzędników miejskich, burmistrz, prezydent, (rodziny pochodzenia mieszczańskiego); 3. zwierzchnik gminy wybierany z grona właścicieli gruntów, (rodziny pochodzenia chłopskiego); 4. sołtys (scultetus), przełożony nad gromadą wiejską, sędzia wiejski spośród włościan wybrany, (liczne rodziny pochodzenia chłopskiego); 5. jeden z włościan poddanych, wybrany przez dziedzica, niemający żadnej władzy sądowniczej, obowiązany tylko do wypełnienia na pańszczyznę, pilnowania robotników i zdawania z nich sprawy przed ekonomem,(liczne rodziny pochodzenia chłopskiego); 6. tzw. wójt gumienny, karbowy, włodarz, wybierany dawniej z wioski gospodarz do gospodarowania na roli, (liczne rodziny pochodzenia chłopskiego)
- od nazwy ptaka wróblowatego zębodziobego z rodziny gajówek wójcik (rodziny pochodzenia mieszczańskiego i chłopskiego)
- od niemieckiego słowa „Voget” adwokat (rodzina Wójcik pochodzenia niemieckiego pieczętująca się herbem: W srebrnym polu, orzeł czarny ukoronowany korona szlachecką złotą, cymer: pięć strusich piór na przemian trzy srebrne i dwa czerwone)
- od niemieckiego słowa „Voigt” wójt (rodzina Voigcik vel Wójcik pochodzenia pruskiego pieczętująca się czterema pasami czarnymi w słup na srebrnym polu, być może odmiana pruskiego herbu Kos)

## Demografia
Według danych z lat 90 XX wieku nazwisko to nosiło 88 932 obywateli Polski co stanowiło 6 miejsce wśród najpopularniejszych nazwisk w Polsce. Natomiast według danych bazy PESEL z dnia 17.01.2015 r. nazwisko to nosiło 63 538 Polek i 62 987 Polaków (126 525 polskich obywateli) co stanowiło 4 miejsce wśród najpopularniejszych nazwisk w Polsce.
W 2017 r. Wójcik zajmował pierwsze miejsce w województwie lubelskim.
Wójcik w poszczególnych województwach:
- dolnośląskie – 3 313 mężczyzn, 3 356 kobiet
- kujawsko-pomorskie – 858 mężczyzn, 840 kobiet
- lubelskie – 5 988 mężczyzn, 5 365 kobiet
- lubuskie – 802 mężczyzn, 752 kobiety
- łódzkie – 2 906 mężczyzn, 3 079 kobiet
- małopolskie – 6 460 mężczyzn, 6 133 kobiety
- mazowieckie – 7 129 mężczyzn, 7 047 kobiet
- opolskie – 940 mężczyzn, 955 kobiet
- podkarpackie – 3 711 mężczyzn, 3 528 kobiet
- podlaskie – 210 mężczyzn, 227 kobiet
- pomorskie – 1 371 mężczyzn, 1 389 kobiet
- śląskie – 5 049 mężczyzn, 5 111 kobiet
- świętokrzyskie – 3 810 mężczyzn, 3 770 kobiet
- warmińsko-mazurskie – 978 mężczyzn, 784 kobiety
- wielkopolskie – 1 059 mężczyzn, 1 090 kobiet
- zachodniopomorskie – 1 468 mężczyzn, 1 615 kobiet

## Osoby o nazwisku Wójcik
- Zobacz listę osób o nazwisku Wójcik